# Протогенея (дочь Калидона)
Протогенея (др.-греч. Πρωτογένεια «перворождённая») — персонаж древнегреческой мифологии, встречается, в основном, в генеалогиях.
Дочь Калидона и Эолии, родила Оксила от Ареса. Сестра Эпикасты, от дочери которой от Агенора сына Плеврона Демоники, племянницы Протогенеи, у Ареса тоже были дети Эвен, Мол, Пил и Фестий. Один глаз Оксила был поврежден стрелой (по другой версии один глаз его коня), он случайно убил своего брата во время метания диска и был изгнан на год и возвращаясь из изгнания помог Гераклидам завоевать Пелопоннес и сам стал царем Элиды.
Существуют различные версии появления этой и подобных мифических генеалогий, от прагматической, легитимизировавшей вождей и дававшей им «правильное» происхождение, до следующей внутренней логике мифотворчества, согласно которой миф ведет себя как виртуальный организм и потому пытается объяснить и включить в себя окружающие политические реалии создав для них мифологическую генеалогию.